# الساندرو بوستی
الساندرو بوستی (انگلیسی: Alessandro Busti؛ زادهٔ ۳۰ ژوئن ۲۰۰۰) بازیکن فوتبال اهل کانادا است.
از باشگاه‌هایی که در آن بازی کرده‌است می‌توان به باشگاه فوتبال زیر ۲۳ سال یوونتوس اشاره کرد.
وی همچنین در تیم ملی فوتبال کانادا بازی کرده‌است.